# Panchrysia v-argenteum
Panchrysia v-argenteum is een vlinder uit de familie uilen (Noctuidae). De wetenschappelijke naam is voor het eerst geldig gepubliceerd in 1798 door Esper.
De soort komt voor in Europa.